# Рубен Мадсен
Рубен Мадсен (Ruben Madsen) (26 грудня 1953) — данський дипломат. Надзвичайний та Повноважний Посол Королівства Данії в Україні та з акредитацією в Грузії та Вірменії.

## Життєпис
Народився 26 грудня 1953 року в Никйобінг Морс, Данія. У 1978 році отримав MA із західноєвропейської політики, Ессекський університет, Велика Британія. У 1979 році Магістр політичних наук, Орхуський університет, Данія.
У 1979—1980 рр. — керівник секції департаменту торгівлі з Китаєм Міністерства закордонних справ Данії, Копенгаген
У 1980—1981 рр. — керівник секції департаменту Африки Міністерства закордонних справ Данії.
У 1981—1984 рр. — перший секретар посольства Данії в Дар-ес-Саламі (Танзанія).
У 1984—1987 рр. — начальник відділу Міністерства закордонних справ Данії, Копенгаген (1984—1985) Економіко-політичний департамент, що займається питаннями міжнародного транспорту;
У 1985—1987 рр. — співробітник Департаменту НАТО.
У 1985—1987 рр. — секретар Комітету закордонних справ Данського парламенту.
У 1987—1991 рр. — радник, Посольства Данії в Осло (Норвегія).
У 1991—1995 рр. — заступник начальника відділу організацій та економіки Міністерства закордонних справ Данії, Копенгаген.
У 1995—2000 рр. — завідувач відділу організацій та економіки Міністерства закордонних справ Данії.
У 2000—2002 рр. — Посол, заступник Постійного представника при ООН, Нью-Йорк.
У 2002—2007 рр. — Посол Данії в Белграді, Сербія (акредитований також у Чорногорії).
У 2007—2011 рр. — голова департаменту, Міністерство закордонних справ, Копенгаген (Європейський сусідство та Росія, включаючи співробітництво в галузі розвитку).
У 2011—2016 рр. — Надзвичайний та Повноважний Посол Королівства Данії в Анкарі та за сумісництвом в Азербайджані..
З 2017 року — Надзвичайний та Повноважний Посол Королівства Данії в Києві, Україна.
30 березня 2017 року вручив копії вірчих грамот Заступнику міністра закордонних справ України з питань євроінтеграції Олені Зеркаль.
08 вересня 2017 року вручив вірчі грамоти Президенту України Петрові Порошенку.
Восени 2017 року входив до складу Міжнародної антикорупційної консультативної ради (МАКР), яка діє під егідою Антикорупційної ініціативи Європейського Союзу в Україні.